# Supercoppa spagnola 2023 (pallavolo femminile)
La Supercoppa spagnola 2023, 22ª edizione della Supercoppa nazionale di pallavolo femminile, si è svolta il 1º novembre 2023: al torneo hanno partecipato due squadre di club spagnole e la vittoria finale è andata per la seconda volta al JAV Olímpico.

## Regolamento
La formula ha previsto una gara unica.

## Squadre partecipanti
| Squadra      | Qualificazione                                    |
| ------------ | ------------------------------------------------- |
| Haris        | Vincitrice Coppa della Regina 2022-23             |
| JAV Olímpico | Vincitrice Superliga Femenina de Voleibol 2022-23 |

## Torneo
| 1º novembre 2023 Pabellón Santiago Martín, La Laguna Durata: 1h:42 - Spettatori: 2 245 | Haris | 1 - 3 | JAV Olímpico | 16-25, 16-25, 25-20, 19-25 |